# Včelařské muzeum v Rosicích
Včelařské muzeum v Rosicích je součástí budovy zdejší chovatelské včelařské stanice. Na galerii je prostor pro výstavu nové včelařské techniky. Součástí je také knihovna, která byla do Rosic přestěhována v roce 1996 z Brna.

## Základní informace
Muzeum „vyrostlo“ na velmi bohaté a významné tradici rosické chovatelské stanice. V hlavním výstavním sále jsou exponáty z včelařské minulosti. Velké množství předmětů je půjčeno z muzea ze zámku Kačina. Už v době otevření bylo dohodnuto obměňování předmětů s tehdejším ředitelem kačinského muzea Ing. Z. Tempirem. Část předmětů patří ČSV Praha. Postupem času přibývají i předměty vlastní – ať už v sále, nebo ve venkovním areálu. Prosba o pomoc muzeu se získáváním předmětů byla zveřejněna v časopise Včelařství v roce 2000 v č. 1.

## Exponáty
Exponáty jsou staré kláty (nejstarší 1797), slaměné košnice, dále např. moravský stojan. Jsou zde figurální úly – sv. Ambrož, sv. Jan Nepomucký. Slaměný úl z druhé poloviny 19. století hraběte Kolovrata Krakovského. Vzácným exponátem je Hruškův medomet, který předvedl v roce 1865 v Brně. Vynález využíval odstředivé síly na vytáčení medu (princip užívaný dodnes) na rozdíl od dosavadního lisování. Zde se jedná o originál vyrobený ze dřeva.
Je zde několik ukázek ručních lisů na výrobu mezistěn, na slaměné rohože, lis na vosk, množství dýmáků a řada novějších, kovových medometů z první poloviny 20. století. Součástí muzea jsou vitríny s podobiznami a popisky osobností, které se zapsaly do historie českého a moravského včelařství.

## Včelařské osobnosti
- Jan Wunder – kolem roku 1840 sestrojil úl s pohyblivým dílem na loučkách, pozdější základ spolkového úlu moravských včelařů.
- Johann Nepomuk Oettl – založil roku 1852 Jednotu ku povznešení včelařství v Čechách (Verein zur Hebung der Bienenzucht Böhmens)
- František Vogl – 1857 sestrojil kovový lis na mezistěny
- František Živanský – organizátor a zakladatel moravského včelařského spolku, redaktor Včely moravské.
- Jaroslav Rytíř – organizátor plemenného chovu a další.